# 楊嘉諾
楊嘉諾（英語：Yeung Ka Lok，（1962年—2005年12月30日）），原名楊家洛，已故香港男演員。

## 簡歷
楊嘉諾是無綫電視第9屆藝員訓練班學員，同屆學員包括黃日華、譚玉瑛等。畢業後開始拍劇，曾於多部劇集中飾演多個不同角色。於1983年跳槽亞洲電視，2000年代起後回巢無綫電視演出。參演之電視劇包括《我和殭屍有個約會》，《海瑞鬥嚴嵩》、《我的野蠻奶奶》、《人生馬戲團》等。多年前罹患癌症，至2005年12月30日最終因併發肺部大量出血因病逝世，享年43歲；在他逝世前的最後一部作品是《上海傳奇》。

## 演出作品

### 電視劇（亞洲電視）
- 少林五壯士 飾 洪熙官
- 天劍絕刀
- 佳偶天成
- 傅紅雪傳奇
- 中華英雄之中華傲訣 飾 羅漢
- 香港傳奇人物之林美岱傳
- 香港奇案
- 皇家警察實錄之貴利錢
- 衝出校園 飾 李佩玲老闆
- 鳳凰傳説 飾 馮嘉倫
- 郎心如鐵（又名《失落真心》）饰 阿生
- 法外英雄
- 包青天 飾 張龍
- 千王之王重出江湖 飾 屠辛
- 再見艷陽天
- 等著你回來（又名《情定陰陽界》、《撞到正》）
- 穆桂英
- 我和殭屍有個約會 飾 林國棟
- 非常女警
- 海瑞鬥嚴嵩
- 縱橫四海
- 肥貓正傳II
- 影城大亨
- 天長地久 飾 睮伯水

### 電視劇（無綫電視）
- 飛鷹 飾 薛公子
- 上海灘龍虎鬥
- 楊門女將 飾 王　倫
- 英雄出少年 飾 周　俊
- 人生馬戲團
- 衛斯理 飾 杜　仲
- 2001年：锦绣良缘 飾 叶世康(第19集)
- 2001年：皆大歡喜 飾 鄭文武(第49集)
- 2001年：酒是故鄉醇 飾 阿　東(第3,5,15-17集)
- 2002年：法網伊人 飾 石利天(第1集)
- 2002年：皆大歡喜 飾 李廣仙(第272集)
- 2002年：流金歲月 飾 廣
- 2003年：皆大歡喜 飾 麥世龍(第6集)、盲根(第143集)
- 2005年：我的野蠻奶奶 飾 金揚恩
- 2006年：鐵血保鏢 飾 錦叔
- 2006年：追魂交易 飾 赤目
- 開心賓館 飾 榮　哥
- 布衣神相
- 足秤老婆八兩夫
- 雲海玉弓緣
- 尋秦記 飾 韓　闖(第16,23集)(2001)
- 人間蒸發飾 羅　豹
- 上海傳奇飾 司徒無涯
- 肥婆奶奶扭計媳 飾 二五炳

## 外部連結
- 楊嘉諾患癌消息 （页面存档备份，存于）
- 無線藝員楊家諾末期癌吐血亡